# 이아청
이아청(1995년 5월 27일~ )은 대한민국 전 배구선수이다. 전 소속팀은 GS칼텍스 배구단이고 포지션은 세터이다.
고교시절에는 94회 전국체육대회에 출전해 활약하였다.